# Wehrdienstbeschädigung
Wehrdienstbeschädigung (WDB) ist  eine gesundheitliche Schädigung physischer oder psychischer Art im Wehrdienst, ein Unfall bei der Wehrdienstausübung oder infolge wehrdiensteigentümlicher Verhältnisse.

## Gesetzliche Regelungen
Wehrdienstbeschädigte erhalten nach dem im Jahr 1956 in Kraft getretenen Soldatenversorgungsgesetz (SVG) dieselben Versorgungsleistungen wie Kriegsopfer. Der Umfang der Leistungen ergibt sich aus dem Bundesversorgungsgesetz. Soldaten und andere Personen, die bei Auslandseinsätzen der Bundeswehr eine gesundheitliche Schädigung erlitten haben, bekommen nach dem 2004 verabschiedeten Einsatzversorgungsgesetz zusätzlich eine Einmalzahlung. Anspruch auf Beschädigtenrente besteht bei einem anerkannten Grad der Schädigungsfolgen, der mindestens 25 Prozent beträgt und länger als sechs Monate anhält.
Das Gesetz zur Regelung der Weiterverwendung nach Einsatzunfällen aus dem Jahr 2007 gewährt wehrdienstbeschädigten Soldaten, deren Wehrdienstbeschädigung im Auslandseinsatz passiert ist, darüber hinaus ein Anrecht auf Weiterbeschäftigung in der Bundeswehr als Soldat oder als ziviler Beschäftigter.
Auch können Wehrdienstbeschädigte unter denselben Voraussetzungen wie Schwerbehinderte eine unentgeltliche Beförderung in öffentlichen Verkehrsmitteln beantragen.

## Anzahl anerkannter und Zuständigkeit für Wehrdienstbeschädigte
Im Jahr 1999 wurde in 4719 Fällen eine Wehrdienstbeschädigung anerkannt.
Für 267 Bundeswehrsoldaten ist in den Jahren 1995 bis 2010 eine Wehrdienstbeschädigung aufgrund einer Posttraumatischen Belastungsstörung (PTBS) festgestellt worden.
Wehrdienstbeschädigte wurden bis 2014 von den örtlichen Versorgungsämtern betreut. Seit 2015 erfolgt dies durch die Zentrale für die Versehrten- und Hinterbliebenenversorgung in Düsseldorf, die ein Teil vom Bundesamt für das Personalmanagement der Bundeswehr ist.
Im Jahr 2015 war diese Stelle für 26.000 Menschen zuständig, welche als Bundeswehrangehörige seit Gründung der Bundeswehr gesundheitliche Schädigungen erlitten hatten.
2020 bezogen in Deutschland 20.416 Menschen Leistungen nach dem Soldatenversorgungsgesetz.

## Organisationen
Die Interessen Wehrdienstbeschädigter werden vertreten von der Jenny-Böken-Stiftung und vom Bund Deutscher EinsatzVeteranen e. V.
Im Mai 2012 wurde vom Bundesministerium der Verteidigung und dem Soldatenhilfswerk der Bundeswehr die Treuhänderische Stiftung zur Unterstützung besonderer Härtefälle in der Bundeswehr und der ehemaligen Nationalen Volksarmee gegründet.
Ihre Arbeit führt seit Juli 2015 die Deutsche Härtefallstiftung fort. Die Stiftung sieht eine finanzielle Förderung von Soldaten vor, welche dienst- oder einsatzbedingt gesundheitliche Schädigungen erlitten haben beziehungsweise die erkrankten.